# Roberto Marcelo Levingston
Roberto Marcelo Levingston Laborda (San Luis, 10 januari 1920 – Buenos Aires, 17 juni 2015) was een Argentijnse generaal, en president van Argentinië van 18 juni 1970 tot 22 maart 1971.
Zijn voorganger, Juan Carlos Onganía, werd afgezet in een militaire coup geleid door luitenant-generaal Lanusse op 9 juni 1970. Een week later werd Levingston, die tot dan een vrij onbekende brigadegeneraal was, benoemd tot nieuwe president door de militaire junta. Na nog geen jaar werd hij echter opzij geschoven door Lanusse, die Levingston een te eigengereid optreden verweet. Lanusse werd zelf tot president benoemd en kondigde de terugkeer aan naar een constitutioneel bestuur.
- Bibsys: 13013951
- Gemeinsame Normdatei: 1018400435
- International Standard Name Identifier: 0000 0000 2229 3677
- Library of Congress Control Number: n82252152
- Nationale Bibliotheek van Israël: 987007357411905171
- SNAC: w6476vht
- Système universitaire de documentation: 15387046X
- Virtual International Authority File: 11209271
- WorldCat: E39PBJyCFr4mmTT7CDQVwWVgrq